# 하야구치정
하야구치정(早口町)은 아키타현 기타아키타군에 있던 정이다. 현재의 오다테시 북서단에 해당한다.

## 역사
- 1889년 4월 1일 - 정촌제 시행에 의해 3촌의 구역으로 하야구치촌이 성립하였다.
- 1900년 10월 7일 - 하야구치역이 관설철도의 일반역으로서 개업하였다.
- 1947년 7월 1일 - 정으로 승격해 하야구치정이 되었다.
- 1956년 9월 30일 - 야마세촌과 합병해 다시로정이 성립하였다. 동일 하야구치정이 폐지되었다.
- 2005년 6월 20일 - 다시로정이 오다테시에 편입되었다.

## 교통

### 철도
- 일본국유철도
  - 오우 본선

### 도로
- 국도 제7호선